# シルキーバス
シルキーバスは、長野県岡谷市がジェイアールバス関東（以下JRバス関東と表記）、アルピコタクシーに委託して運行しているコミュニティバスの愛称である。

## 概要

### 沿革
岡谷市ではタクシーによる高齢者の輸送を福祉対策として実施していた時期があったが、一般市民の交通利便性を重視してコミュニティバスの制度を導入した。2000年7月から試行運転を行い、2001年7年から本格運転を開始した。

## 運行路線
路線名の前の番号は路線番号。
1. 今井・長地線
  - 岡谷駅南口→西友前→丸山橋南→今井西→JA今井支所前→上の原団地下→上の原団地上→上の原団地下→富士見ヶ丘団地入口→富士見ヶ丘団地上→富士見ヶ丘団地下→富士見ヶ丘団地入口→出早公園→上手の辻→長地小学校前→（雇用促進住宅入口→岡谷教会前）→（諏訪湖ハイツ）→岡谷市民病院前→丸山橋南→岡谷駅南口
運行担当はJRバス関東。1日7本運転。第1・3・6・7便は雇用促進住宅入口→岡谷教会前経由。第2・4・5便は諏訪湖ハイツ経由。第1・7便は日祝日運休。日祝日の6便はアルピコタクシーのジャンボタクシー車両で運行

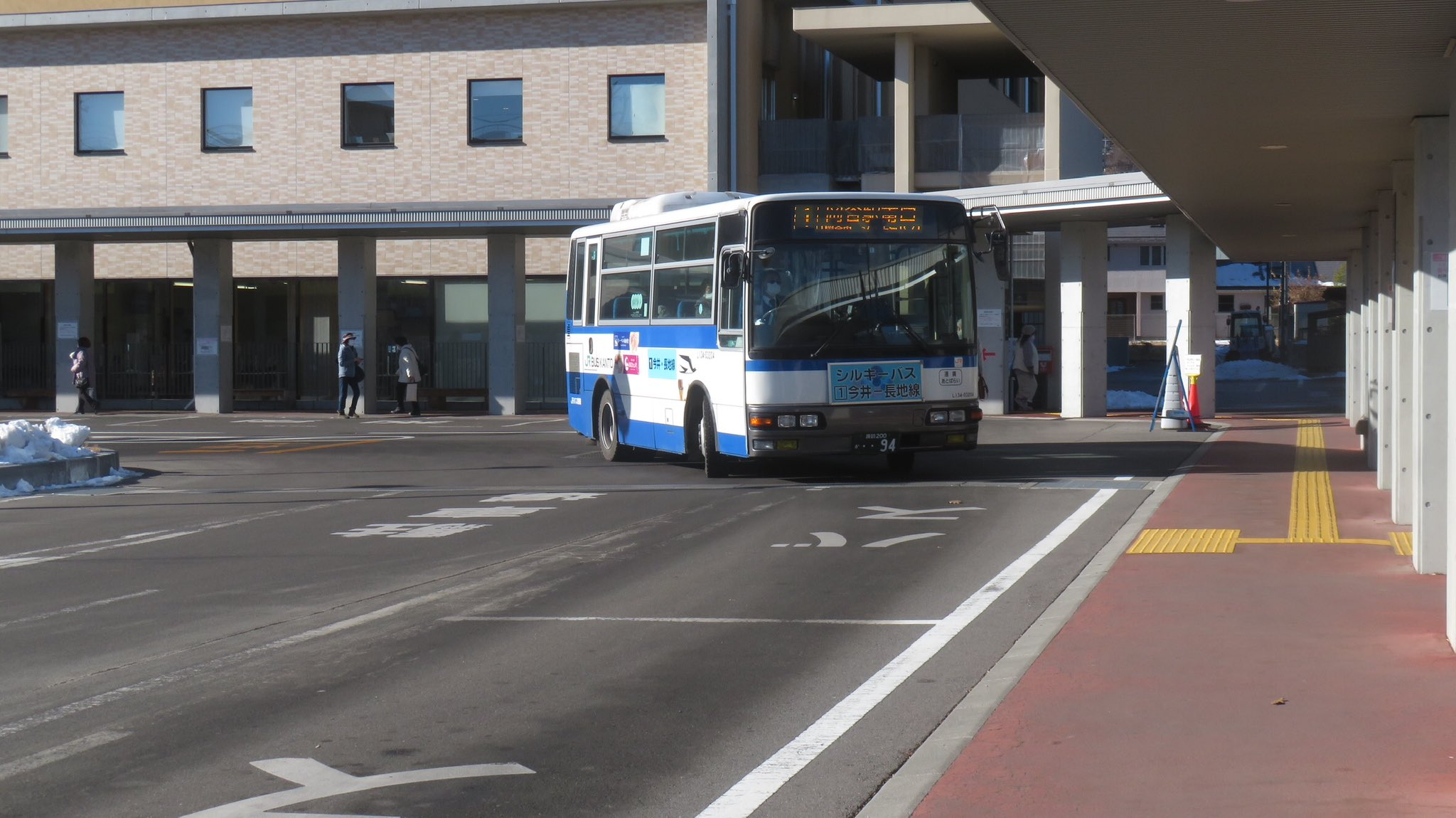
今井長地線で使用される車両
2. 長地・今井線
  - 岡谷駅南口→西友前→丸山橋南→岡谷市民病院前→（諏訪湖ハイツ）→（岡谷教会前→雇用促進住宅入口）→長地小学校前→上手の辻→富士見ヶ丘団地入口→富士見ヶ丘団地上→富士見ヶ丘団地下→富士見ヶ丘団地入口→出早公園→上の原団地下→上の原団地上→上の原団地下→JA今井支所前→今井西→丸山橋南→岡谷駅南口
運行担当はアルピコタクシー。1日8本運転。第1便は富士見ヶ丘団地上始発、最終（第8）便は上の原団地上止まり。第2・4・7・8便は雇用促進住宅入口→ヤマダイ前経由。第3・5・6便は諏訪湖ハイツ経由。第1・8便は日祝日運休。
3. 市街地循環東ルート線
  - 岡谷市民病院前-北部中学校前 - JA今井支所前 - 湖畔病院前 - 柴宮 - 東洋技研前 - 諏訪湖ハイツ - 田中小学校前 - 岡谷市民病院前
運行担当はアルピコタクシー。右回り（表記正順）1日3本、左回り（表記逆順）1日2本運転。
4. 市街地循環西ルート線
  - 岡谷市民病院前- 岡谷駅 - 山手町 - 夕日山団地 - 月見ヶ丘団地 - 夕日山団地 - 滝の沢 - 岡工グランド前 - 金山神社入口 - 岡谷熱処理工業入口 - 岡谷東高校前 - 諏訪湖ハイツ - 田中小学校前 - 岡谷市民病院前
運行担当は、右回り（表記正順）はアルピコタクシーで1日3本(第3便は土日祝日運休)、左回り（表記逆順）はアルピコタクシー（ジャンボタクシー）で1日1本運転。
5. やまびこ公園線
  - 岡谷市民病院前- 岡谷駅 - 今井西公園前 - 塩嶺病院 - アイスアリーナ - やまびこ公園 - アイスアリーナ - 塩嶺病院- 湖畔病院前 - 柴宮 - 岡谷市民病院前
運行担当はアルピコタクシー（ジャンボタクシー）。右回り（表記正順）1日3本、左回り（表記逆順）1日2本運転。右回り第1便は岡谷駅経由せず、土日祝日運休、塩嶺病院止まり。右回り第3便は塩嶺病院止まり。左回り第2便は塩嶺病院始発。12月1日 - 翌年3月31日はアイスアリーナ - やまびこ公園間運休。
6. 川岸線
  - ヤナ上 - 天白橋西 - 川岸駅 - 観蛍橋 - 川岸医院前 - 西部中学校前（→/←高尾住宅団地←中尾住宅団地←）（→中尾住宅団地→高尾住宅団地→/←）鶴峯公園 - 岡谷駅 - 岡谷病院前 - 岡谷市民病院前→(岡谷南高校前→諏訪湖ハイツ→岡谷東高校前→岡谷熱処理工業入口→岡谷市民病院前)
運行担当はアルピコタクシー。1日12往復運転。上り（岡谷市役所方向）3本・下り（ヤナ上方向）2本は岡谷駅発着、上り1本・下り2本は岡谷病院前発着。上り6本・下り5本は中尾住宅団地と高尾住宅団地は経由せず。岡谷市役所正面口から諏訪湖ハイツ循環区間へ入るのは1日2往復。上り6本・下り5本は土日祝日運休で、うち3往復は8月13 - 16日・12月29日 - 翌年1月3日も運休。
7. 川岸橋原線
  - 沢 - 塩坪 - 夏明 - 川岸駅 - 観蛍橋 - 川岸医院前 - 橋原踏切入口 - 道祖神前 - 岡谷高架橋下 （→/←西友前←） 岡谷駅南口（→西友前→/←） 丸山橋南 - 岡谷市民病院前
運行担当はアルピコタクシー（ジャンボタクシー）。上り・下り各1本運転。